# Circonscription de Sidi Kacem
La circonscription de Sidi Kacem est la circonscriptions législatives marocaines de la province de Sidi Kacem située en région Rabat-Salé-Kénitra. Elle est représentée dans la Xe législature par Ahmed El Ghazoui, Saad Ben Zeroual, Mohamed El Hafed, Ahmed Hikki et Abderrahman Harfi.

## Description géographique et démographique
Selon la liste des cercles, caïdats et communes de 2008, telle que modifiée en 2011, la province de sidi kacem est composée de 15 communes, dont 5 communes urbaines (ou municipalités) : Sidi Kacem, son chef-lieu, Mechra Bel Ksiri, Jorf El Melha, Had Kourt et Dar Gueddari. Les 24 communes rurales restantes sont rattachées à 11 caïdats, eux-mêmes rattachés à 5 cercles :
- cercle de Tilal Al Gharb :
  - caïdat d'Aïn Dfali : Aïn Dfali et Bni Oual,
  - caïdat de Moulay Abdelkader : Moulay Abdelkader et Sidi Azzouz
  - caïdat de Sidi Ameur El Hadi : Sidi Ameur El Hadi et Sidi Ahmed Benaïssa ;
- cercle d'Ouargha :
  - caïdat de Lamrabih : Lamrabih,
  - caïdat de Khenichet : Khenichet, Sidi M'hamed Chelh, Oulad Nouel et Taoughilt ;
- cercle de Baht :
  - caïdat d'Al Mokhtar : Sidi Al Kamel, Rmilat,
  - caïdat de Dar Laaslouji : Dar Laaslouji,
- cercle de Gharb - Bni Malek :
  - caïdat de Nouirate : Nouirate,
  - caïdat d'Al Haouafate : Al Haouafate et Sefsaf ;
- cercle de Chrarda :
  - caïdat de Zirara : Zirara, Bab Tiouka et Chbanate,
  - caïdat de Zaggota : Zaggota et Selfat,
  - caïdat de Tekna-Bir Taleb : Tekna et Bir Taleb,

Huit de ses localités sont considérées comme des villes : les municipalités de Sidi Kacem, de Mechra Bel Ksiri, de Jorf El Melha, d'Had Kourt et de Dar Gueddari, et les centres urbains des communes rurales de Khenichet et de Zirara.

## Historique des députations
| Législature | Début de mandat  | Fin de mandat    | Députés | Députés                   | Députés | Députés                  | Députés | Députés               | Députés | Députés                   | Députés | Députés                |
| ----------- | ---------------- | ---------------- | ------- | ------------------------- | ------- | ------------------------ | ------- | --------------------- | ------- | ------------------------- | ------- | ---------------------- |
| IXe         | 26 novembre 2011 | 7 octobre 2016   |         | Mustapha El Ghazoui (PPS) |         | Boubker Ben Zeroual (MP) |         | Mhamed Laassal (AHD)  |         | Abdelali Abdelmoula (PJD) |         | Farid Harfi (UC)       |
| Xe          | 8 octobre 2016   | 9 septembre 2021 |         | Ahmed El Ghazoui (PPS)    |         | Saad Ben Zeroual (PAM)   |         | Mohamed El Hafed (PI) |         | Ahmed Hikki (PJD)         |         | Abderrahman Harfi (UC) |
| XIe         | 9 septembre 2021 | ?                |         | Mohamed Laassal (USFP)    |         | Saad Ben Zeroual (PAM)   |         | Mohamed El Hafed (PI) |         | Abdennebi Aidoudi (MP)    |         | Ahmed El Ghazoui (RNI) |

## Historique des élections

### Élections de 2016
| Parti       | Parti                                                       | Voix    | %      | Député(s) élus    |  |
| ----------- | ----------------------------------------------------------- | ------- | ------ | ----------------- |  |
|             | Parti du progrès et du socialisme (PPS)                     | 19 075  | 20,18  | Ahmed El Ghazoui  |  |
|             | Parti authenticité et modernité (PAM)                       | 16 783  | 17,75  | Saad Ben Zeroual  |  |
|             | Parti de l'Istiqlal (PI)                                    | 12 021  | 12,72  | Mohamed El Hafed  |  |
|             | Parti de la justice et du développement (PJD)               | 9 252   | 9,79   | Ahmed Hikki       |  |
|             | Union constitutionnelle (UC)                                | 7 837   | 8,29   | Abderrahman Harfi |  |
|             | Parti Al Ahd Addimocrati (AHD)                              | 7 631   | 8,07   |                   |  |
|             | Union socialiste des forces populaires (USFP)               | 5 862   | 6,20   |                   |  |
|             | Parti de l'environnement et du développement durable (PEDD) | 5 653   | 5,98   |                   |  |
|             | Rassemblement national des indépendants (RNI)               | 3 599   | 3,81   |                   |  |
|             | Fédération de la gauche démocratique (FGD)                  | 2 706   | 2,86   |                   |  |
|             | Mouvement populaire (MP)                                    | 1 932   | 2,04   |                   |  |
|             | Parti des Néo-Démocrates (PND)                              | 1 065   | 1,13   |                   |  |
|             | Parti de la gauche verte (PGV)                              | 544     | 0,58   |                   |  |
|             | Parti de la société démocratique (PSD)                      | 286     | 0,30   |                   |  |
|             | Front des forces démocratiques (FFD)                        | 286     | 0,30   |                   |  |
|             |                                                             |         |        |                   |  |
| Inscrits    | Inscrits                                                    | 207 171 | 100,00 |                   |  |
| Abstentions | Abstentions                                                 | 112 639 | 54,37  |                   |  |
| Exprimés    | Exprimés                                                    | 94 532  | 45,63  |                   |  |

### Élections de 2021
| Parti       | Parti                                                       | Voix    | %      | Députés élus      |  |
| ----------- | ----------------------------------------------------------- | ------- | ------ | ----------------- |  |
|             | Rassemblement national des indépendants (RNI)               | 41 980  | 26,19  | Ahmed El Ghazoui  |  |
|             | Mouvement populaire (MP)                                    | 24 996  | 15,59  | Abdennebi Aidoudi |  |
|             | Parti authenticité et modernité (PAM)                       | 22 492  | 14,03  | Saad Ben Zeroual  |  |
|             | Parti de l'Istiqlal (PI)                                    | 21 913  | 13,67  | Mohamed El Hafed  |  |
|             | Union socialiste des forces populaires (USFP)               | 21 466  | 13,39  | Mohamed Laassal   |  |
|             | Union constitutionnelle (UC)                                | 10 801  | 6,74   |                   |  |
|             | Parti de la justice et du développement (PJD)               | 5 834   | 3,64   |                   |  |
|             | Parti du progrès et du socialisme (PPS)                     | 5 111   | 3,19   |                   |  |
|             | Parti marocain libéral (PML)                                | 3 202   | 2,00   |                   |  |
|             | Alliance de la fédération de gauche (AGD)                   | 1 343   | 0,84   |                   |  |
|             | Parti de l'environnement et du développement durable (PEDD) | 508     | 0,32   |                   |  |
|             | Parti vert marocain (PVM)                                   | 298     | 0,19   |                   |  |
|             | Parti de la renaissance et de la vertu (PRV)                | 227     | 0,14   |                   |  |
|             | Parti démocratique de l'indépendance (PDI)                  | 76      | 0,05   |                   |  |
|             | Parti des Néo-Démocrates (PND)                              | 48      | 0,03   |                   |  |
|             |                                                             |         |        |                   |  |
| Inscrits    | Inscrits                                                    | 236 319 | 100,00 |                   |  |
| Abstentions | Abstentions                                                 | 76 024  | 32,17  |                   |  |
| Exprimés    | Exprimés                                                    | 160 295 | 67,83  |                   |  |